# تاکاهو، شهرستان سافک، نیویورک
تاکاهو (به انگلیسی: Tuckahoe) یک منطقهٔ مسکونی در ایالات متحده آمریکا است که در شهرستان سافک، نیویورک واقع شده‌است. تاکاهو ۱۱٫۹ کیلومتر مربع مساحت و ۱٬۳۷۳ نفر جمعیت دارد و ۱۴٫۹۴ متر بالاتر از سطح دریا واقع شده‌است.